# Hjärtligt välkomna
Hjärtligt välkomna (även kallad Hans kunglig höghet; engelsk originaltitel: Double Whoopee) är en amerikansk stum kortfilmskomedi från 1929 i regi av Lewis R. Foster med manus av Leo McCarey och textskyltar av H. M. Walker samt med komikerduon Helan och Halvan i huvudrollerna. Den är också känd för en tidig och vågad scen med Jean Harlow.

## Produktionsuppgifter
Filmen producerades av Hal Roach och distribuerades av Metro-Goldwyn-Mayer. Den spelades in den 5 till 9 februari 1929, men hade USA-premiär först den 18 maj samma år. Då hade redan Helan och Halvans första ljudfilm Unaccustomed As We Are (Hjärtligt ovälkomna) haft premiär två veckor tidigare, och efter Hjärtligt välkomna släpptes endast ytterligare två stumfilmer med duon. 
1969 släpptes filmen i en ny version med pådubbad dialog där röstskådespelaren Chuck McCann gjorde såväl Helans som Halvans röster.

## Handling
På ett flott hotell i New York inväntar personal och gäster spänt att en europeisk prins och hans premiärminister skall anlända. När Helan och Halvan dyker upp mitt i detta blir de först förväxlade med de höga gästerna, men efter diverse förvecklingar framkommer det att de i själva verket bara är ditskickade av ett bemanningsföretag för att tjänstgöra som hotellets nya dörrvakt respektive betjänt. Sedan de iförts sina tjänsteuniformer förorsakar duon på sedvanligt sätt en serie missöden och bråk med såväl varandra (om ett dricksmynt) som med en ilsken taxichaufför, en polis och diverse hotellgäster. Särskilt illa råkar den europeiske prinsen ut, vilken genom duons agerande gång på gång – iförd bländvit uniform – ramlar ner i ett oljigt hisschakt. Den komiska effekten förhöjs av att prinsen är en klockren parodi på den typ av monokelprydd, preussisk militär som regissören och skådespelaren Erich von Stroheim vid denna tid var känd för att framställa i sina filmer.

## Jean Harlows medverkan

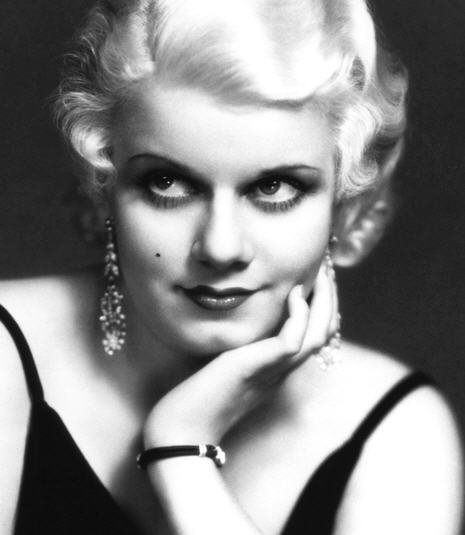
Jean Harlow, här fotograferad något senare i karriären (1935).

Den blivande stjärnan Jean Harlow hade redan som 17-åring gjort några statistartade filmroller för andra producenter då Hal Roach 1929 engagerade henne för medverkan i några av hans komedier, bland annat med Helan och Halvan. Av dessa är hennes roll i Hjärtligt välkomna troligen den mest kända, och Harlow är också den enda av filmens medverkande, utöver Stan Laurel och Oliver Hardy själva, som namnges i förtexterna.
I filmen spelar Harlow en tjusig blondin som anländer till hotellet i taxi. När Helan skall eskortera henne in i byggnaden lyckas Halvan klämma fast hennes klänningsfåll i bildörren så att klänningen rycks loss varefter hon vandrar genom lobbyn i endast underkläderna. Scenen filmades i två tappningar. I den första var Harlows underkläder ytterst minimala, och Rolfe Sedan, som spelade hotellets portier, har i en senare intervju berättat att "det var en chock för oss alla. När hon kom fram till disken, kunde jag för ett tag knappt säga mina repliker. Även om jag tidigare hade arbetat inom burlesk så gick de inte omkring på det viset där." I den andra tagningen försågs därför Harlow med något mindre avslöjande underkläder.

## Rollista
- Stan Laurel – Stan
- Oliver Hardy – Ollie
- Jean Harlow  – Tjusig blondin
- Ed Brandenburg – Piccolo
- William Gillespie – Hotelldirektör
- Charlie Hall – Taxichaufför
- Ham Kinsey – Taxichaufför
- Sam Lufkin – Man som blir petad i ögat
- John S. Peters (Hans Joby)[1] – Prins
- Charley Rogers – Premiärminister
- Tiny Sandford – Poliskonstapel
- Rolfe Sedan – Portier

### Webbkällor
- Uppgifter om filmen på Laurel & Hardy - The Official Website
- Uppgifter om filmen på Laurel and Hardy Central
- Uppgifter om filmen på All Movie
- Hjärtligt välkomna på Internet Movie Database (engelska)
- Hjärtligt välkomna på Svensk Filmdatabas